# Георги Филипчев
Георги Ефтимов Филипчев е български революционер, деец на Вътрешната македоно-одринска революционна организация.

## Биография
Филипчев е роден 20 април 1879 година в Охрид, тогава в Османската империя. Завършва VI гимназиален клас на Солунската българска мъжка гимназия. Още като малък влиза във ВМОРО, както сам се описва като „деятелен работник за защита на българското национално и просветно дело в тогава поробена Македония“. Преди Илинденско-Преображенското въстание от 1903 година Филипчев 8 месеца е началник на въстаническите групи в Охрид и работи под прякото началство на ръководителите на Охридската революционна околия Иван Нелчинов, Антон Кецкаров и Лев Огненов. През пролетта на 1903 година подпомага гемиджиите и след Солунските атентати е арестуван и мъчен в Беяс куле и Еди куле. Осъден е на 12 години заточение и изпратен на Родос. След амнистия е освободен и отново се занимава с революционна дейност. По време на Балканската война е заловен от новите сръбски власти и хвърлен в затвора. В 1915 година бяга в Свободна България и като доброволец участва в Първата световна война.
На 13 февруари 1943 година, като жител на Охрид, подава молба за българска народна пенсия, която е одобрена и пенсията е отпусната от Министерския съвет на Царство България. В молбата си пише: „И сега, когато лъчезарното слънце на свободата огря поробените до вчера краища на майката родина, не жала вече за нищо, защото видях осъществяващ се идеалът ми – единна, обединена България!“.